# اقتصاد چین

نمایی از پادونگ، شانگهای

اقتصاد چین یک اقتصاد بازار سوسیالیستی مختلط است که تا حد زیادی مبتنی بر سازمان‌های اقتصادی دولتی است اما به کسب‌وکارهای خصوصی بی‌شمار و سرمایه‌گذاری خصوصی نامحدود اجازهٔ کار و ترقی می‌دهد. دولت چین که از برنامه‌ریزی اقتصادی بهره می‌برد حدوداً از ۱۹۷۸ اصلاحات اقتصادی را آغاز نمود. , اقتصاد چین در سال ۲۰۱۹ از نظر تولید ناخالص داخلی دومین اقتصاد بزرگ جهان بود. و در در سال ۲۰۱۷ توانست رتبهٔ نخست از نظر تولید ناخالص داخلی بر پایهٔ برابری قدرت خرید را در میان همهٔ کشورهای دنیا به دست آورد. چین پرسرعت‌ترین اقتصاد بزرگ دنیا است به این شکل که در طول ۳۰ سال گذشته به‌طور میانگین سالانه ۱۰٪ رشد را تجربه کرده‌است. تا ۲۰۱۹ بخش عمومی چین ۶۳٪ از کل اشتغال کشور را در اختیار داشت. صندوق بین‌المللی پول در سال ۲۰۱۹ چین را بر پایهٔ درآمد سرانه در رتبهٔ ۷۳ام قرار داد. تولید ناخالص داخلی چین در ۲۰۱۹ معادل ۱۴٫۳ تریلیون دلار (۹۹ تریلیون یوآن) بود. چین دارای منابع طبیعی به ارزش تخمینی ۲۳ تریلیون دلار است که ۹۰٪ آن را زغال‌سنگ و عنصرهای خاکی کمیاب تشکیل می‌دهند. همچنین چین بیشترین دارایی بخش بانکی به ارزش ۴۰ تریلیون دلار (۲۶۸٫۷۶ تریلیون یوآن) و ۲۷٫۳۹ تریلیون سپرده را در اختیار دارد. این کشور چهارمین مرکز جذب سرمایه‌گذاری خارجی و یازدهمین کشور سرمایه‌گذار مستقیم خارجی در کشورهای دیگر است. چین دومین کشور دنیا از لحاظ شمار میلیاردرها است به طوری که مجموع ثروت آنها به ۹۹۶ میلیارد دلار می‌رسد. چین عظیم‌ترین ذخیرهٔ ارزی خارجی به مبلغ ۳٫۱ تریلیون دلار را در اختیار دارد. به‌طور تاریخی نیز چین یکی از قدرت‌های اقتصادی عظیم دنیا در طول دو هزارهٔ گذشتهٔ میلادی بوده‌است.
چین بزرگ‌ترین تولیدکننده و صادرکنندهٔ کالا به جهان است. همچنین این کشور پرشتاب‌ترین بازار مصرف و دومین کشور واردکنندهٔ دنیا است. چین وارکنندهٔ خالص محصولات خدماتی است به این معنی که در این حوزه کسری تراز دارد. این کشور بیشترین حجم تجارت را در اختیار دارد و نقش برجسته‌ای در تجارت خارجی بازی می‌کند. چین در سال‌های گذشته به‌طور روزافزون در سازمان‌ها و پیمان‌های بیشتری عضویت و مشارکت داشته‌است. این کشور در سال ۲۰۰۱ به عضویت سازمان تجارت جهانی درآمد. همچنین این کشور توافقنامه‌های تجارت آزاد با ملل متعددی از قبیل استرالیا، نیوزیلند، پاکستان، کره جنوبی، سوئیس و کشورهای عضو آسه‌آن دارد.
آن دسته از استان‌های جمهوری خلق چین که در خط ساحلی این کشور قرار دارند روند صنعتی‌سازی را با سرعت بیشتری طی می‌کنند در حالی که استان‌های دور از دریا توسعهٔ اقتصادی کمتری داشته‌اند. با افزایش رشد اقتصادی چین توجه‌ها به ساختار و سلامت اقتصاد این کشور افزایش یافته‌است. بزرگ‌ترین شرکای تجاری چین، آمریکا، اتحادیهٔ اروپا، ژاپن، هنگ‌کنگ، کره جنوبی، هند، تایوان، استرالیا، ویتنام، مالزی و برزیل هستند. بورس شانگهای و بورس شنژن جزو بزرگ‌ترین بازارهای سهام دنیا بر پایهٔ ارزش بازار و حجم معاملات می‌باشند. چین تا سال ۲۰۱۹ با داشتن ۷۸۳ میلیون کارگر، بزرگ‌ترین نیروی کار دنیا را در اختیار داشته‌است. این کشور از لحاظ شاخص آسانی انجام کسب‌وکار رتبهٔ ۳۱ام، و در گزارش رقابت‌پذیری جهانی رتبهٔ ۲۸ام را در اختیار دارد.
نیکلاس استرن و فرگوس گرین وابسته به مؤسسهٔ تحقیقاتی گرانتهام برای تغییرات آب و هوایی و محیط زیست، پیشنهاد داده‌اند تا چین برای جلوگیری از تأثیرات بلندمدت اجتماعی-اقتصادیِ آلودگی محیط زیست باید اقتصاد را به سمت توسعهٔ صنعتی پیشرفته‌تر با تکیه بر کاهش انتشار دی‌اکسیدکربن و تخصیص بهینهٔ منابع ملی به نوآوری و تحقیق و توسعه هدایت کند. دولت مرکزی چین اعلام کرده این اهداف جزو برنامه‌ریزی‌های کلان کشور است. هدف اصلی رؤیای چینی که اصطلاح مورد استفادهٔ شی جین پینگ دبیرکل حزب کمونیست چین برای اشاره به وضعیت ایده‌آل کشورش در آینده بوده‌است، رسیدن به «دو صد» است که مبتنی بر تبدیل چین به «جامعه‌ای نسبتاً ثروتمند در سال ۲۰۲۱» و مدرنیزاسیون چین برای تبدیل شدن به کشوری کاملاً توسعه‌یافته در سال ۲۰۴۹ (صدمین سالگرد تأسیس جمهوری خلق چین) می‌باشد. بین‌المللی شدن اقتصاد چین همچنان بر پیش‌بینی‌های استانداردشدهٔ اقتصادی در این کشور که توسط شاخص مدیران خرید (شامخ) در سال ۲۰۰۵ راه‌اندازی شد تأثیر می‌گذارد. با رشد اقتصاد چین، رنمینبی یا پول رسمی این کشور مراحل لازم برای بین‌المللی شدن را می‌گذراند. چین در سال ۲۰۱۵ مقدمات تأسیس بانک سرمایه‌گذاری زیربنایی آسیا را آغاز کرد. توسعهٔ اقتصادی شهر شنژن باعث شده آن را سیلیکون‌ولی بعدی بنامند. در سال ۲۰۲۰، ۱۲۴ شرکت از ۵۰۰ شرکت برتر جهان از چین بودند.
بر پایهٔ داده‌های ۲۰۱۸ حدود ۲۷٪ مردم چین کشاورزند، صنعتگران ۲۹٪ و کارمندان و بازرگانان ۴۴٪ نیروی کار فعال این کشور در بخش خدمات را تشکیل می‌دهند. چین به سرعت توانسته افرادی که زیر خط فقر هستند را به بالای آن بکشد به طوری که از سال ۲۰۱۲ تا ۲۰۱۹ به‌طور میانگین سالانه ۱۳٫۷ میلیون را از خط فقر خارج کرده‌است. در سال ۲۰۱۸ تعداد افرادی که در چین زیر خط فقر بوده‌اند معادل ۱۶٫۶ میلیون نفر بوده که معادل ۱٫۷٪ از جمعیت این کشور بوده‌است. دولت چین قصد داشته تا پایان ۲۰۲۰ فقر را ریشه‌کن سازد اما هر چه به پایان نزدیک می‌شود این روند سخت‌تر می‌گردد.
در سال‌های اخیر نرخ‌های رشدی اعلامی از سوی دولت چین مورد تردید قرار گرفته‌است چون ناظران داخلی و خارجی در حوزهٔ اقتصاد و امور مالی و همچنین برخی مقامات دولتی چین مدعی شده‌اند که دولت در اعلام این آمارها مبالغه می‌کند. برای مثال دولت محلی استان لیائونینگ در شرق چین علناً اذعان کرد دولت در اعلام نرخ تولید ناخالص داخلی برای سال‌های ۲۰۱۱ تا ۲۰۱۴ به میزان ۲۰٪ مبالغه کرده‌است. میزان رشد ناخالص داخلی استان تیانجین در ۲۰۱۶ نیز به میزان یک سوم بیش از واقعیت اعلام شده بود. در جریان یک نظرسنجی که نشریهٔ وال‌استریت ژورنال بین ۶۴ اقتصاددان برجستهٔ غربی انجام داد، مشخص شد ۹۶٪ آنها فکر می‌کنند آنچه چین به عنوان نرخ رشد ناخالص داخلی اعلام می‌کند «دقیقاً بازتاب‌دهندهٔ وضعیت اقتصادی این کشور نیست.» لی که چیانگ نخست‌وزیر جمهوری خلق چین (که سابقاً دبیر حزب در استان لیائونینگ بود) دربارهٔ اعتبار آمارهای رسمی گفته که شاخص تولید ناخالص داخلی «دست‌ساز» و غیرقابل اعتماد است و از آن باید «فقط برای ارجاع» استفاده کرد.
صنایع اصلی چین بسیار گسترده و شامل محصولات آهن و استیل، زغال سنگ، ماشین آلات، نفت و پتروشیمی، اسباب بازی، کفش و لوازم الکترونیکی است. برنج، گندم، سیب زمینی، ذرت، بادام زمینی، چای، ارزن، جو، کتان، ماهی و خوک فراورده‌های اصلی کشاورزی هستند. صادرات عمده چین ماشین آلات، پوشاک، کفش، اسباب بازی، سوخت معدنی، مواد شیمیایی و واردات آن ماشین آلات، مواد شیمیایی، آهن و استیل و سوخت معدنی است.
بانک جهانی، وضعیت اقتصادی چین را مطلوب و محیط اقتصاد کلان این کشور را با ثبات توصیف کرده‌است. بانک جهانی آمار جدید را یک پیشرفت عمده توصیف کرده‌است با وجود افزایش میزان تولید ناخالص داخلی، نرخ سرانه تولید اقتصادی هنوز بسیار پایین است و برای اینکه چین به سطح کشورهای توسعه یافته برسد هنوز راه زیادی را باید طی کند.
مقامات صندوق بین‌المللی پول IMF معتقدند، رشد مناسب دو کشور هند و چین باعث تعدیل تأثیرات گرانی نفت در منطقه آسیا شده‌است. مقامات صندوق بین‌المللی پول، رشد اقتصادی آسیا را در سال ۲۰۰۷ ۷٪ و رشد اقتصادی دو کشور چین و هند را به ترتیب ۱۱٫۴٪ و ۸٫۵٪ علام کردند.
برخی معتقدند چین تا سال ۲۰۲۵ میلادی خواهد توانست ۱۰ شهر در حد و اندازه‌های نیویورک احداث کند.

## اوضاع کلی اقتصاد چین

سرانه تولید ناخالص داخلی چین از ۱۰۰۰ تا ۲۰۱۸

از پایان دهه ۷۰ قرن ۲۰ به این طرف، صنایع خدماتی چین پیشرفت قابل ملاحظه‌ای حاصل کرده‌است. این پیشرفت در دو زمینه مشخص شده‌است. اول اینکه دامنه صنایع خدماتی به‌طور مستمر گسترش یافته‌است. طبق آمار، از سال ۱۹۷۸ تا سال ۲۰۰۲، ارزش افزوده صنایع خدماتی چین از ۸۶ میلیارد و ۵۰ میلیون یوان به ۳۴۵۳ میلیارد و ۳۰۰ میلیون یوان افزایش یافته که ۳۹ برابر شده و میزان رشد سالانه متوسط آن بیش از ۱۰ در صد بوده که در مقایسه با سرعت رشد ارزش تولیدات داخلی بیشتر است. در صد ارزش کل افزوده صنایع خدماتی نیز از ۴/۲۱ در صد در سال ۱۹۷۹ به ۷/۳۳ در صد در سال ۲۰۰۲ ارتقا یافته‌است. در سال ۲۰۰۳، با وجود تأثیرات منفی ناشی از شیوع سارس و بلایای خشکسالی و جاری شدن سیل، این صنایع همچنان توسعه سریعی داشته‌است.
از طرف دیگر، صنایع خدماتی چین به تدریج به کانال مهم اشتغال زایی در کشور مبدل شده‌است. شمار دست‌اندرکاران این صنایع از ۴۸ میلیون و ۹۰۰ هزار نفر در سال ۱۹۷۸ به ۲۱۰ میلیون نفر در سال ۲۰۰۲ افزایش یافته که در مقایسه با شمار شغل‌های افزوده صنایع چین در این مدت دو برابر شده‌است.
اکنون، صنایع خدماتی با صنف غذایی، گردشگری، خرده فروشی، بانکداری، بیمه، اطلاع‌رسانی، حمل و نقل، آگهی، قانون، محاسبه، مدیریت خدمات ساختمان و غیره مرتبط است. طبق برنامه‌ریزی توسعه چین، تا سال ۲۰۲۰، نسبت ارزش افزوده صنایع خدماتی در ارزش کل تولیدات داخلی از یک سوم به بیش از ۵۰ در صد ارتقا خواهد یافت.

## ویژگی‌های اقتصاد چین
از آغاز سال ۱۹۷۹ حزب کمونیست چین سیاست‌های اصلاحات و درهای باز را که دنگ شیائوپینگ مطرح کرد به اجرا گذارد. پس از اجرای سیاست‌های اصلاحات و درهای باز به این طرف، توسعه اقتصاد ملی و اجتماعی چین به دست آورده‌های چشمگیری نائل آمده‌است. چهره کشور دستخوش تغییرات تکان دهنده شد. این دوران از لحاظ وضعیت بهترین زمان پس از تأسیس جمهوری خلق و بهترین دوره برای مردم به لحاظ تأمین منافع آنان به‌شمار می‌رود.
از نظر اقتصادی ویژگی‌های عمده چین را می‌توان چنین برشمرد:
- وجود یک بخش دولتی وسیع. این بخش اکنون نه در صنعت و نه در خدمات دارای اکثریت نیست، اما قلب و مرکز اقتصاد را در اختیار دارد و از این نظر تمرکز آن بیشتر می‌شود. (هدف در این بخش عبارتست از ایجاد چند مؤسسه «قهرمان ملی» است که بتوانند دربرابر چند ملیتی‌های خارجی ایستادگی کنند)؛
- یک بخش «تعاونی و کلکتیو» که ضعیف تر و چند وجهی است (تعاونی‌ها، شرکت‌های اقتصادی مختلط و غیره) اما بخش قابل توجهی از جمعیت فعال شهری و به ویژه روستایی در این بخش کار می‌کنند؛
- یک بخش سرمایه‌داری که کمتر از یک پنجم تولید ملی را نمایندگی می‌کند؛
- یک بخش اقتصادی که عمدتاً اقتصاد بدهکاری است که در اختیار بانکهاست که تقریباً تمام آن‌ها دولتی هستند؛
- سیستم برنامه‌ریزی که نام آن را به «نظارت اقتصاد کلان» تغییر داده‌اند. این سیستم در بخش کالایی متکی به ابزارهای غیرمستقیم است (انواع گوناگون نرخ مالیات بر موسسات و مصرف، اعتبار و غیره) و بر یک سیستم اعطای موافقت مبتنی است؛
- بخش خدمات عمومی که بودجه قسمت اعظم آن را دولت تأمین می‌کند یا در کنترل آن است (دولت بدین منظور چندین بخش «استراتژیک» را تعیین کرده‌است که از جمله شامل انرژی، حمل و نقل و ارتباطات می‌شود)؛
- یک سیاست اقتصادی اراده گرایانه؛ مثلاً عدم استقلال بانک مرکزی؛
- مالکیت عمومی زمین. زمین‌های کشاورزی تحت بهره‌برداری خانوارهاست که نیمی از جمعیت کشور را تشکیل می‌دهند.

هدف سیاست اصلاحات خروج چین از سد و بند اقتصاد اداری است. نمونه تاریخی آن را می‌توان با سیاست نپ در دهه ۲۰ شوروی مقایسه کرد، اما به لحاظ طولانی بودن، روند تجربی آن و مشخص نبودن چشم‌انداز نهایی آن از سیاست نپ متمایز می‌شود.
چین برای بسیاری از کشورهای عقب مانده الگوی مناسب و راه آن راهی نسبتاً هموار است. الگوی چین از آن جهت قابل بررسی است که بکار گرفتن آن موجب نارضایتی صاحبان ثروت نمی‌شود. برعکس ثروتمندان همه کشورهای جهان از این الگو با رضایت کامل استقبال می‌کنند و سرمایه خود را در چین بکار می‌گیرند. بدین وسیله هر دو طرف از این کار سود می‌برند.
در ساختمان جامعه عدالتخواه اقتصاد چین راه دیگری را در پیش گرفت. چین راه رشد اقتصادی خاص خود را پیمود. راهی را در پیش گرفت که، در هیچ جای دنیا تجربه نشده بود. بدین سبب هم در سطح کشور، هم در سطح رهبری حزبی و دولتی، با مشکلات تئوریک مواجه گردید. چنان‌که حل این مشکلات با اعمال قهر امکان‌پذیر شد.
رهبری چین در رابطه با شوروی در دهه ۶۰ راه و روش خصمانه‌ای در پیش گرفت. تحت پوشش انقلاب فرهنگی کادرهای بلندپایه و سرشناس را از صحنه سیاست و اداره امور مملکتی کنار زد و برای تربیت فیزیکی به نقاط دور افتاده تبعید نمود. جوانان رادیکال تحت نام گارد سرخ زندگی را فلج نمودند.
در دهات کمون‌های اقتصادی و نظامی تشکیل گردید. روستائیان شب و روز کار کردند و در ازای آن یک شکم غذا دریافت نمودند. بدین ترتیب، سیستم برابری کمون اولیه ماقبل تاریخ، اقتصاد چین را با رکود بی‌سابقه‌ای روبرو ساخت.
مرگ مائو تسه تونگ امکان داد دنگ شیائوپینگ یکی از رهبران مغضوب دوران حاکمیت مائو به حاکمیت برگردد و با تغییر رادیکال مسیر سیستم اقتصادی و سیاسی عوض شود، کمون‌های روستائی جای خود را به سیستم اجاره داری زمین داد. تعاونی‌های خانوادگی تشکیل گردد و از این طریق تولید محصولات کشاورزی افزایش یابد.
رفرم نه تنها اقتصاد کشاورزی، بلکه، کارگاه‌ها و کارخانه‌های تولیدات صنعتی را دربرگرفت. سرمایه خصوصی (داخلی، به ویژه خارجی) امکان پیدا کرد با استفاده از کار ارزان، مواد خام ارزان، بازار وسیع داخلی تولیدات صنعتی، به ویژه در تولیدات محصولات مصرفی دراز مدت، به شکل بی‌سابقه‌ای افزایش یابد و بازار جهانی را تسخیر کند.
سیاست جدید اقتصادی تنگ شیائوپنگ، صحت نظریه همگرایی گالبرایت اقتصاددان سرشناس آمریکایی را به اثبات رساند. همگرایی دو سیستم اقتصادی سرمایه‌داری و سوسیالیستی را با هدایت واحد دولتی متکی به اقتصاد بازار، رشد جهش وار و اعجازآمیز اقتصاد چین را تأمین نمود و جهان را حیرت‌زده کرد و احکام منجمد تئوری مربوط به عقب ماندگی جهان سوم را زیر و رو کرد. چین در عرض ۲۰سال (۲۰۰۰–۱۹۸۰)، راه صد ساله را پیمود. ارقام زیر، آئینه ترقی در چین است:
- در این مدت، زندگی مردم چین ۲۲ بار بهتر گردید.
- درآمد سرانه روستائیان ۵۴ بار افزایش یافت.
- شمار اهالی کم درآمد از ۵۳ درصد به۸درصد تقلیل یافت.

سال ۱۹۷۹، سال آغاز رفرم در چین بود. رهبری چین در آغاز رفرم، برنامه رشد اقتصادی سه مرحله‌ای تنظیم نمود و آن را به مرحله اجرا درآورد:
- مرحله اول(۱۹۹۰–۱۹۸۰)، تولید ناخالص ملی دو برابر شد. در این مرحله، مسئله تأمین اهالی با غذا و لباس حل شد.
- مرحله دوم؛ (۲۰۰۰–۱۹۹۱) تولید ناخالص ملی سه بار افزایش یافت. این افزایش امکان داد مردم چین به مرحله متوسط زندگی دست یابند.
- مرحله سوم رفرم اکنون در حال اجراست. در این مرحله، مدرنیزاسیون اقتصاد ملی و موازی با آن، مدرنیزاسیون کشور پایان خواهد یافت. برنامه تبدیل سیبری و خاور دور به اقتصاد جنبی چین، با موفقیت اجرا می‌شود.

## بخش‌های اقتصادی

### کشاورزی
چین کشوری است که اکثر مطلق جمعیت آن کشاورز هستند و کشاورزی در اقتصاد چین جایگاه بسیار مهمی دارد.
با وجود آنکه چین ۹ میلیون و ۶۰۰ هزار کیلومتر مربع سرزمین دارد اما مساحت مزارع این کشور تنها یک میلیون و ۲۷۰ هزار کیلومتر مربع بوده و حدود ۷ در صد مساحت کل مزارع جهان را شامل می‌شود. این مزارع به‌طور عمده در زمین‌های وسیع مسطح و حوزهٔ شرقی که دارای آب و هوای موسمی است، متمرکز می‌باشد. کشت و زرع مهم‌ترین بخش تولید کشاورزی چین می‌باشد. محصولات غلات چین عمدتاً شامل برنج، گندم، ذرت، لوبیای سویا و غیره و محصولات اقتصادی شامل پنبه، بادام زمینی، نیشکر، چغندر و غیره است.
توسعه سریع کشاورزی چین پس از اصلاحات در روستاهایی در سال ۱۹۷۸ شروع شد. در بیش از ۲۰ سال گذشته، اصلاحات در روستاها در چارچوب مالکیت جمعی و تحت هدایت بازار، از ساختار سنتی به ماهیت جدید تحقق اقتصاد با مالکیت جمعی در شرایط اقتصاد بازار تغییر کرده‌است. اصلاحات برای کشاورزان سودآوری داشته و نیروی مولده روستایی را آزاد کرده و توسعه داده و به کشاورزی به ویژه توسعه سریع تولید غلات و بهبود مستمر ساختار کشاورزی مساعدت کرده و باعث شده‌است که کشاورزی چین به دست آوردهای چشمگیری نائل آید. اکنون میزان تولید غلات، پنبه، تخم کلم، برگ تنباکو، گوشت، تخم مرغ، محصولات آبزی و سبزی چین در مقام اول جهان قرار دارد.
در سال‌های اخیر، دولت چین به منظور تحقق تدریجی توسعه هماهنگ روستاها و شهرها، همواره به توسعه کشاورزی بسیار اهمیت داده و به‌طور مستمر سرمایه‌گذاری در کشاورزی و درآمد کشاورزان را افزایش داده‌است.

### صنایع
توسعه سریع صنایع چین از اوایل دهه ۵۰ قرن ۲۰ آغاز شد. پس از تأسیس چین نو در سال ۱۹۴۹ میلادی، صنایع چین وارد مرحله احیا و توسعه همه‌جانبه شده‌است. تا قبل از اجرای سیاست‌های اصلاحات و درهای باز در سال ۱۹۷۸، چین به‌طور اولیه مکانیسم نسبتاً کامل اقتصاد صنعتی را ایجاد کرد. صنایع سنتی پتروشیمی و صنایع شیمیایی و الکتریکی به عنوان صنایع جدید نیز رشد سریعی داشته و صنایع هسته‌ای و صنایع فضاپیمایی به عنوان صنایع با علوم و فنون عالی پیشرفت قابل ملاحظه‌ای حاصل کرده‌است. از پایان دهه ۷۰ قرن ۲۰ به این طرف، گرایش توسعه صنایع چین بیش از پیش تسریع یافته‌است، از سال ۱۹۷۹ تا سال ۲۰۰۳، میزان رشد صنایع چین سالانه بیش از ۱۰ در صد بوده‌است.
پس از ۵۰ سال توسعه، میزان تولید فراورده‌های عمده صنعتی این کشور با ده‌ها برابر سرعت و حتی صدها برابر رشد یافته و انواع فراورده‌های صنعتی به مناطق مختلف جهان صادر شده‌است. از سال ۱۹۹۶ به این طرف، میزان تولید فولاد و آهن، زغال سنگ، سیمان، کود شیمیایی و تلویزیون چین همواره در مقام اول جهان قرار گرفته‌است.
در سال ۲۰۰۳، چین ۵۳۶۱ میلیارد و ۲۰۰ میلیون یوان ارزش افزوده صنایع را تحقق بخشید که در مقایسه با سال ۲۰۰۲ ۶/۱۲ در صد فزونی گرفته‌است. اکنون، این کشور نه تنها می‌تواند هواپیما، کشتی و خودرو بسازد، بلکه ماهواره مصنوعی و تجهیزات صنعتی مدرن تولید می‌کند. در آینده، این کشور بیش از پیش راهبرد صنعتی شدن توسط اطلاع‌رسانی شدن را اجرا خواهد کرد و نقش مساعد صنایع برای توسعه اقتصادی چین را تقویت خواهد بخشید

### اوضاع کلی ساختار صنایع چین
ساختار صنایع یعنی تشکیلات نسبی عوامل تولید در ارگان‌های صنعتی و ارتباط بین آنان حاکی از اتکا به یکدیگر و تصریح و پیوند متقابل است که عبارت است از ارتباط نسبی کشاورزی، صنایع و صنایع خدماتی و ارتباط نسبی اصناف مختلف و غیره است.
پس از تأسیس چین نو در سال ۱۹۴۹، ساختار صنایع چین سه مرحله توسعه را تجربه کرده‌است. مرحله اول: از اوایل دهه ۵۰ تا پایان دهه ۷۰ قرن ۲۰، چین ویژگی‌های اقتصاد نیمه مستعمره را به سرعت تغییر داد و به‌طور اولیه پایه صنعتی شدن را بنیان گذاشت. مرحله دوم: از سال ۱۹۷۹ تا اوایل دهه ۹۰ قرن ۲۰، چین سیاست‌های اصلاحات و درهای باز را اجرا کرد و با تنظیم مستمر ساختار صنایع به مرحله میانی صنعتی شدن چین وارد شد. مرحله سوم: از اوایل دهه ۹۰ قرن ۲۰ (پس از تأسیس نظام اقتصاد بازار سوسیالیستی) تا سال ۲۰۲۰، چین ضمن تحقق صنعتی شدن، به‌طور اولیه اطلاع‌رسانی شدن را تحقق می‌بخشد.
در بیش از ۵۰ سال اخیر، ارتباط نسبی کشاورزی، صنایع و صنایع خدماتی چین به‌طور قابل ملاحظه‌ای تغییر کرده‌است. از دهه ۵۰ قرن ۲۰ تا سال ۲۰۰۲، نسبت کشاورزی از ۴/۴۵ در صد به ۵/۱۴ در صد در سال ۲۰۰۲ پایین آمده، نسبت صنایع از ۴/۳۴ در صد به ۸/۵۱ در صد بالا رفته و نسبت صنایع خدماتی از ۲/۲۰ در صد ره ۷/۳۳ در صد فزونی گرفته‌است.

### صنایع خدماتی
از پایان دهه ۷۰ قرن ۲۰ به این طرف، صنایع خدماتی چین پیشرفت قابل ملاحظه‌ای حاصل کرده‌است.
این پیشرفت در دو زمینه مشخص شده‌است. اول اینکه دامنه صنایع خدماتی به‌طور مستمر گسترش یافته‌است. طبق آمار، از سال ۱۹۷۸ تا سال ۲۰۰۲، ارزش افزوده صنایع خدماتی چین از ۸۶ میلیارد و ۵۰ میلیون یوان به ۳۴۵۳ میلیارد و ۳۰۰ میلیون یوان افزایش یافته که ۳۹ برابر شده و میزان رشد سالانه متوسط آن بیش از ۱۰ در صد بوده که در مقایسه با سرعت رشد ارزش تولیدات داخلی بیشتر است. در صد ارزش کل افزوده صنایع خدماتی نیز از ۴/۲۱ در صد در سال ۱۹۷۹ به ۷/۳۳ در صد در سال ۲۰۰۲ ارتقا یافته‌است. در سال ۲۰۰۳، با وجود تأثیرات منفی ناشی از شیوع سارس و بلایای خشکسالی و جاری شدن سیل، این صنایع همچنان توسعه سریعی داشته‌است.
از طرف دیگر، صنایع خدماتی چین به تدریج به کانال مهم اشتغال زایی در کشور مبدل شده‌است. شمار دست‌اندرکاران این صنایع از ۴۸ میلیون و ۹۰۰ هزار نفر در سال ۱۹۷۸ به ۲۱۰ میلیون نفر در سال ۲۰۰۲ افزایش یافته که در مقایسه با شمار شغل‌های افزوده صنایع چین در این مدت دو برابر شده‌است.
اکنون، صنایع خدماتی با صنف غذایی، گردشگری، خرده فروشی، بانکداری، بیمه، اطلاع‌رسانی، حمل و نقل، آگهی، قانون، محاسبه، مدیریت خدمات ساختمان و غیره مرتبط است. طبق برنامه‌ریزی توسعه چین، تا سال ۲۰۲۰، نسبت ارزش افزوده صنایع خدماتی در ارزش کل تولیدات داخلی از یک سوم به بیش از ۵۰ در صد ارتقا خواهد یافت.

## نظام اقتصاد بازار سوسیالیستی
در ۳۰ سال اول پس از تأسیس جمهوری خلق چین در سال ۱۹۴۹، دولت چین همواره نظام اقتصاد برنامه‌ای را اجرا کرده و ارگان‌های مخصوص دولت برنامه‌ریزی و تنظیم اهداف زمینه‌های مختلف توسعه اقتصادی را بر عهده گرفته‌اند. با این نظام، اقتصاد چین می‌توانست با برنامه و اهداف تعیین شده با اطمینان توسعه یابد، اما شدت نیروی حیاتی و سرعت توسعه محدود بود.
از پایان دهه ۷۰ قرن ۲۰، چین اصلاحات نظام اقتصاد برنامه‌ای را آغاز کرد. در سال ۱۹۷۸، چین در روستاها نظام مسئولیت‌شناسی با محور تولید مشترک و مقاطعه کاری توسط خانواده‌ها را اجرا کرد. در سال ۱۹۸۴، اصلاحات نظام اقتصادی از روستاها به شهرها منتقل شد و در سال ۱۹۹۲، چین جهت اصلاحات دربارهٔ ایجاد نظام اقتصاد بازار سوسیالیستی را تعیین کرد.
در اکتبر سال ۲۰۰۳، چین بیش از پیش اهداف و وظایف مربوط به تکمیل نظام اقتصاد بازار سوسیالیستی را مشخص کرده که برحسب نیازهای توسعه شهری و روستایی، توسعه مناطق، توسعه اقتصادی و اجتماعی، توسعه هماهنگ انسان و طبیعت، توسعه کشور و اصلاحات و درهای باز رو به خارج، ضمن ایفای بیشتر نقش اساسی بازار در تقسیم منابع و تقویت نیروی حیاتی و توانایی رقابتی موسسات، کنترل کلان کشور و وظایف مدیریت اجتماعی و خدمات عمومی دولت را تکامل بخشیده و از لحاظ نظام، ساخت همه‌جانبه جامعه نسبتاً مرفه تضمین شده‌است. وظایف عمده یاد شده عبارتند از تکمیل نظام اقتصادی اساسی حاکی از توسعه مشترک اقتصاد با مالکیت گوناگون با محور مالکیت عمومی، ایجاد نظام مساعد برای تغییر تدریجی ساختار اقتصادی غیر معقولانه حاکی از نسبت بیش از حد واحدهای سنتی و فقدان در صد واحدهای مدرن در اقتصاد و وجود فاصله زیاد بین روستاها و شهرها، شکل‌گیری یک مکانیسم مساعد برای توسعه هماهنگ اقتصادی مناطق، تأسیس نظام بازار مدرن یکپارچه، باز و دارای رقابت منظم، تکمیل سیستم کنترل کلان، نظام مدیریت اداری و نظام قوانین اقتصادی، تکمیل نظام اشتغال، تقسیم درآمد و تأمین اجتماعی و ایجاد نظام مساعد برای توسعه پایدار اقتصادی و اجتماعی.
طبق برنامه تعیین شده، تا سال ۲۰۱۰، چین نظام نسبتاً کامل اقتصاد بازار سوسیالیستی را ایجاد و تا سال ۲۰۲۰، نظام نسبتاً کاملتر اقتصاد بازار سوسیالیستی ایجاد خواهد کرد.

## ساختار نظام مالکیت چین
طبق قانون اساسی چین، این کشور اکنون در مرحله اولیه سوسیالیستی بوده و نظام اقتصادی بر محوریت مالکیت عمومی و توسعه نظام‌های مالکیت اقتصادی مختلف و نظام توزیع با محوریت توزیع به اندازه کار و وجود شیوه‌های مختلف توزیع را اجرا می‌کند.
اکنون، اقتصاد چین اقتصاد دولتی، اقتصاد اشتراکی، اقتصاد خصوصی، اقتصاد با سرمایه مشترک، اقتصاد سهامی، اقتصاد با سرمایه‌گذاری خارجی و اقتصاد با سرمایه‌گذاری هنگ کنگ، مکائو و تایوان نیز در چین مشاهده می‌شود و جذب اقتصاد این کشور شده‌است.
اقتصاد دولتی شامل اقتصادی است که وسایل تولیدی در آن متعلق به کشور می‌باشد. اقتصاد اشتراکی نوعی از اقتصاد می‌باشد که وسایل تولیدی در آن متعلق به گروهی از اتباع است. در اقتصاد خصوصی وسایل تولیدی متعلق به اتباع شخصی بوده و بر اساس کار نیروی کار است. در اقتصاد شخصی وسایل تولیدی متعلق به کارکنان شخصی و بر اساس نیروی کار شخصی بوده و نتایج کار از آن کارکنان می‌باشد و توسط کارکنان توزیع می‌شود. اقتصاد باسرمایه مشترک نوعی اقتصاد است که انواع گوناگون موسسات با سرمایه‌گذاری مشترک جامعه اقتصادی جدید را تشکیل می‌دهد. اقتصاد سهامی نوعی اقتصاد است که به وسیله سرمایه‌گذاری سهامداران و ایجاد موسسات به شیوه سهامداری شکل گرفته‌است.
اقتصاد با سرمایه‌گذاری بازرگانان خارجی به این معناست که سرمایه‌گذاران خارجی طبق قوانین و مقررات ذی‌ربط اقتصاد خارجی چین، به وسیله سرمایه‌گذاری مشترک، همکاری یا سرمایه‌گذاری مستقل موسسات را در چین ایجاد کنند. این نوع اقتصاد سه شکل موسسات با سرمایه مشترک چینی و خارجی، موسسات با همکاری مدیریت چینی و خارجی و موسسات با سرمایه‌گذاری مستقل را شامل می‌شود. اقتصاد با سرمایه‌گذاری هنگ کنگ، مکائو و تایوان نوعی اقتصاد است که سرمایه‌گذاران سه منطقه مذکور در جریان آن طبق قوانین و مقررات مربوطه اقتصاد خارجی چین، با شیوه‌های سرمایه گاری مشترک، همکاری یا سرمایه‌گذاری مستقل در خاک اصلی چین موسسات تأسیس کنند. این نوع اقتصاد همانند اقتصاد با سرمایه‌گذاری بازرگانان خارجی، سه شکل مذکور را دربر گرفته‌است.
طبق قانون اساسی چین، تصاحب یا تخریب اموال کشور یا دسته‌جمعی توسط هر سازمان و شخصی به هر شیوه‌ای ممنوع است. کشور از منافع اقتصادهای غیردولتی مانند اقتصادهای شخصی و خصوصی حفاظت می‌کند و اموال قانونی اتباع غیرقابل تجاوز است.

## راهبرد توسعه
اکتبر سال ۱۹۸۷، در ۱۳مین نشست حزب کمونیست چین برنامه راهبردی «سه گام» ساختار مدرنیزاسیون چین به روشنی مطرح گردید.
گام اول، از سال ۱۹۸۱ تا سال ۱۹۹۰، ارزش کل تولیدات داخلی دو برابر شده و مسئله خوراک و پوشاک مردم حل شود. گام دوم، از سال ۱۹۹۱ تا پایان قرن ۲۰ ارزش کل تولیدات داخلی ملی دو برابر سال ۱۹۹۰ شده و زندگی مردم به سطح جامعه نسبتاً مرفه برسد. گام سوم، تا اواسط قرن ۲۱، ارزش کل سرانه متوسط تولیدات داخلی چین به سطح کشورهای نسبتاً پیشرفته رسیده و زندگی مردم نسبتاً مرفه شده و مدرنیزاسیون اساساً تحقق یابد.
در سپتامبر سال ۱۹۹۷، ۱۵مین نشست حزب کمونیست چین اهداف یاد شده را دقیقاً تعیین کرد. در یک دهه اول قرن ۲۱، ارزش کل تولیدات داخلی چین دو برابر سال ۲۰۰۰ شود و زندگی نسبتاً مرفه مردم مرفه تر و نظام اقتصاد بازار سوسیالیستی نسبتاً کاملی ایجاد شود. در دهه بعد، اقتصاد ملی بیشتر توسعه یافته و نظام‌های مختلف کاملتر شود. تا سال ۲۰۵۰، چین اساساً مدرنیزاسیون را تحقق بخشیده و به کشور سوسیالیستی شکوفا و مقتدر، دموکراتیک و متمدن مبدل شود.

## ساختار تأسیسات زیربنایی

### راه زمینی
چین کشوری پهناور با راه‌های زمینی گسترده در همه جا است. اصلی‌ترین آن‌ها ۱۲ راه اصلی ملی شامل راه‌های درجه یک است که ۵ راه شوسه از شرق به غرب و ۷ راه شوسه از جنوب به شمال چین را شمل می‌شود. طول کل این راه‌ها ۳۵ هزار کیلومتر بوده و اکنون بیشتر آن‌ها ساخته شده‌است.
چین همواره ساخت راه زمینی را یکی از کارهای مهم در زمینه ساختار تأسیسات زیربنایی دانسته‌است، چین از سال ۱۹۹۸ تا سال ۲۰۰۱ سالانه بیش از ۲۰۰ میلیارد یوان برای راهسازی سرمایه‌گذاری کرده‌است. در سال ۲۰۰۲، ۳۰۰ میلیارد یوان در این زمینه سرمایه‌گذاری کرده و ۶۷۰ هزار کیلومتر راه زمینی جدید شامل ۵۷۰۰ کیلومتر اتوبان ساخته‌است. در سال ۲۰۰۳، بیش از ۳۶ هزار کیلومتر راه شوسه جدید ساخته شد و تا پایان سال ۲۰۰۳، طول راه‌های زمینی مورد استفاده کشور به یک میلیون و ۸۰۰ هزار کیلومتر رسید. شایان ذکر آنکه اتوبان که نشانگر سطح توسعه راه و ترابری مدرن می‌باشد، به ۴۰ هزار کیلومتر رسیده‌است. علاوه بر این، چین ساخت راه‌های شوسه در مناطق مرکزی و غربی را تسریع کرده که بر این اساس شرایط راه و ترابری این مناطق تا اندازه زیادی بهبود یافته‌است.
تا سال ۲۰۰۸، احداث سیستم خط اصلی ملی چین به اتمام خواهد رسید. در آن زمان، بیجینگ، شانگهای و تمامی شهرهای تابع مرکز، مراکز استان‌ها و مناطق خودمختار به راه‌های شوسه درجه بالا با محور اتوبان‌ها مرتبط خواهند شد و تعداد شهرهای مرتبط به بیش از ۲۰۰ خواهد رسید.

### راه‌آهن
تا پایان سال ۲۰۰۳، طول کل خطوط راه‌آهن مورد استفاده چین به ۷۳ هزار کیلومتر رسید که از این میان طول راه‌آهن دوسره به بیش از ۲۰ هزار کیلومتر و طول راه‌آهن الکتریکی به ۱۸ هزار کیلومتر رسید. در ۷ ژانویه سال ۲۰۰۳، راه‌آهن «جن جیانگ – جزیره‌های نان» – اولین راه‌آهنی که از دریا عبور می‌کند رسماً راه اندازی شد. ساخت راه‌آهن «چین‌های – تبت» بلندترین راه‌آهن عبور از سطح دریا در جهان که ۱۱۴۲ کیلومتر طول دارد در سال ۲۰۰۶ انجام خواهد شد. اکنون چین به کشوری با بیشترین حجم حمل و نقل از طریق راه‌آهن در جهان مبدل شده و چین کشوری با سریع‌ترین رشد میزان حمل و نقل و با بالاترین کارایی استفاده از تجهیزات حمل و نقل محسوب می‌شود.
از سال ۱۹۹۸ تا کنون، چین با موفقیت بارها تسریع همه‌جانبه سرعت قطار را به اجرا گذارده و سرعت قطار مستمراً افزایش یافته‌است، علاوه بر این، بیشتر قطارهای مسافربری مسیرهای خود را از شب تا صبح طی می‌کنند و به این طریق تسهیلات بیشتری در اختیار مسافران قرار می‌گیرد.

### بنادر
محورهای ساختار بنادر چین پیرامون سیستم‌های حمل و نقل زغال سنگ، کانتینر، سنگ آهن وارداتی، خوراک و کانال‌های کشتی‌رانی در آب‌های عمیق است به ویژه ساختار سیستم حمل و نقل کانتینری تقویت شده‌است. دولت چین با نیروی تمام در بنادر «دا لیان»، «چینگ دائو»، شانگهای، «نین بو»، «شیا من» و «شن جن» اسکله‌های کانتینری آب‌های عمیق را احداث کرده و برای ساخت بنادر کنترل کلیدی کانتینری بنیان لازم ار بنا نهاده‌است، به علاوه ساختار سیستم حمل و نقل زغال سنگ بیش از پیش تقویت شده و اسکله‌های جدید برای بارگیری و باربری زغال سنگ احداث شده‌است. همچنین اسکله‌هایی برای واردات نفت خام و سنگ آهن تعمیر شده و توسعه است.
تا پایان سال ۲۰۰۳، در بنادر ساحلی دریای چین کلاً حدود ۱۸۰۰ لنگرگاه شامل بیش از ۵۳۰ لنگرگاه برای کشتی‌های بیش از ده هزار تنی ایجاد شد و ظرفیت حمل بار آن به بیش از یک میلیارد و ۷۰۰ میلیون تن رسید. ظرفیت حمل ونقل برخی بنادر بزرگ چین از ۱۰۰ میلیون تن تجاوز کرده و نام ۸ بندر شانگهای، «شن جن»، «چینگ دائو»، «تیان جین»، «گوانگ جو»، «شیا من»، «نین بو» و «دا لیان» در فهرست ۵۰ بندر برتر جهان ثبت شده‌است.

### هواپیمایی
خطوط هواپیمای چین به هر قاره جهان امتداد می‌یابد، تا پایان سال ۲۰۰۳، فروگاه‌های کشور به بیش از ۱۴۰ و پروازهای معین به بیش از ۱۰۰۰ رسید. از این میان پروازهای بین‌المللی بیش از ۱۶۰ پرواز بود و بیش از ۶۰ شهر در بیش از ۳۰ کشور جهان را دربر می‌گرفت.

## سیاست‌های سرمایه‌گذاری
چین یکی از کشورهای جهان به لحاظ جلب سرمایه خارجی است و در صفوف مقدم جهان در این زمینه قرار دارد. حصول دست‌آوردهای قابل ملاحظه چین در جلب سرمایه خارجی در شرایط رکود اقتصاد جهان و کاهش سرمایه‌گذاری بین‌المللی، منوط به صدور بسیاری سیاست‌های مساعد و معقول سرمایه‌گذاری در این کشور است.
از آغاز دهه ۸۰ قرن بیستم، چین با اختصاص نیروی انسانی، مادی و مالی تأسیسات زیربنایی زیادی احداث کرده و برای سرمایه‌گذاری و تأسیس کارخانه در چین توسط بازرگانان خارجی محیط مطلوبی فراهم کرد. چین همچنین بیش از ۵۰۰ قانون و مقررات مربوط به اقتصاد خارجی صادر کرده و اساس و تضمین قانونی برای سرمایه‌گذاری بازرگانان خارجی در چین فراهم کرده‌است. تا پایان سال ۱۹۹۷، چین فهرست راهنمای صنایع سرمایه‌گذاری بازرگانان خارجی را اصلاح و منتشر کرد و بازرگانان خارجی را به سرمایه‌گذاری در قلمروهایی مانند اکتشاف جامع کشاورزی، انرژی، راه و ترابری، مواد اولیه مهم، فناوری عالی و جدید، استفاده جامع از منابع، حفاظت از محیط زیست تشویق کرده و از آن‌ها حمایت نمود.
طبق مقررات سازمان تجارت جهانی و تعهدات چین به کشورهای خارجی، این کشور جمعاً ۲۳۰۰ سند قانونی را سروسامان داده‌است که از این میان ۸۳۰ سند لغو و ۳۲۵ سند اصلاح شده‌است و سیستم قانونی مربوط به سرمایه‌گذاری بازرگانان خارجی با محور سه قانون اصلی یعنی قانون موسسات با سرمایه چینی و خارجی، قانون موسسات با همکاری چین و کشورهای خارجی، قانون موسسات با سرمایه خارجی و مشخصات این قوانین به‌طور اساسی صورت گرفته‌است. تا پایان سال ۲۰۰۳، بازرگانان از بیش از ۱۷۰ کشور و مناطق جهان در چین سرمایه‌گذاری کرده و تعداد موسسات با سرمایه‌گذاری بازرگانان خارجی به بیش از ۴۰۰ هزار رسیده‌است. علاوه بر این، گروه‌های بزرگ بین‌المللی و شرکت‌های چند ملیتی بازار چین را مد نظر گرفته و تقریباً تمامی ۵۰۰ شرکت بزرگ اول جهان در چین سرمایه‌گذاری کرده‌اند. چین نیز توسط سرمایه‌گذاران و محافل بانکداری جهان به عنوان کشوری با مطلوبترین محیط سرمایه‌گذاری جهان ارزیابی شده‌است.

## مناطق ویژه اقتصادی و شهرهای باز ساحلی چین
دولت چین ضمن اتخاذ تصمیماتی مبنی بر اصلاح ساختار اقتصادی در سال ۱۹۷۸، طبق برنامه و گام به گام سیاست درهای باز را اجرا کرده‌است. از سال ۱۹۸۰، چین در شهرهای «شن جن»، «جوهای»، «شن تو» استان «گوانگ دونگ» و شهر «شیا من» استان «فو جیان» و استان «های نان» ۵ منطقه ویژه اقتصادی تأسیس کرده‌است. در سال ۱۹۸۴ چین ۱۴ شهر ساحلی از جمله «دا لیان»، «چین هوانگ دائو»، «تیان جین»، «یان تائو»، «چینگ دائو»، «لیان یون گانگ»، «نان تون»، شانگهای، «نینگ بو»، «ون جو»، «فو جو»، «گوانگ جو»، «جان جیانگ» و «به‌های» را به روی خارج باز کرد. پس از سال ۱۹۸۵، همچنین دلتای رودخانه «یانگ تسه»، دلتای رودخانه «جو جیانگ»، منطقه دلتای «مین نان»، شبه جزیره «شان دونگ»، شبه جزیره «لیائو دونگ»، «هه به» و «گوانگ شی» به عنوان مناطق باز اقتصادی معرفی شد و نواحی باز اقتصادی در سواحل دریا شکل گرفت. در سال ۱۹۹۰، دولت چین تصمیم گرفت منطقه جدید «پو دونگ» شهر شانگهای را عمران و باز و بیش از پیش شهرهای ساحلی رودخانه «یانگ تسه» را گشایش دهد و سپس ناحیه باز رودخانه «یانگ تسه» با محور منطقه «پو دونگ» شکل گرفت. از سال ۱۹۹۲، چین تصمیم گرفت گروهی شهرهای مرزی و تمامی مراکز استان‌ها و مناطق خودمختار را به روی خارج باز کند. همچنین در برخی شهرهای بزرگ و متوسط ۱۵ منطقه تجارت آزاد و ۴۹ منطقه اکتشاف فنون اقتصادی کشوری و ۵۳ منطقه اکتشاف صنایع فنون عالی و جدید تأسیس شده‌است. بنابر این، وضعیت باز همه‌جانبه و در سطوح مختلف و مرتبط با قلمروهای گسترده با تشکیل مناطق ساحلی دریا و رودخانه و مناطق مرزی و داخلی در چین شکل گرفته‌است.
مناطق باز یاد شده به علت اجرای سیاست‌های مختلف دارای اولویت، در زمینه‌های توسعه اقتصاد مربوط خارجی، جمع‌آوری ارز از طریق صادرات، ورود فناوری پیشرفته همچون پلی درمناطق داخلی چین نقش ایفا کرده‌است.

## مناطق توسعه فنون اقتصادی ملی چین
منطقه توسعه فنون اقتصادی بخشی از مناطق باز چین به روی خارج است. این مناطق، نواحی نسبتاً کوچکی است که در شهرهای باز تعیین شده و به‌طور متمرکز در آن تأسیسات کامل زیربنایی ساخته شده و محیط سرمایه‌گذاری با استاندارد بین‌المللی فراهم گردیده‌است. این مناطق با جلب و استفاده از سرمایه خارجی، ساختار صنعتی مدرن با محور صنایع فنون عالی و جدید را شکل داده و به مناطق مهم در زمینه‌های اقتصاد و تجارت خارجی شهرها و مناطق پیرامون مبدل شده‌است.
اولین مناطق توسعه فنون اقتصادی ملی که شورای دولتی در سال ۱۹۸۸ در ۱۴
شهر ساحلی باز این کشور تعیین کرد شامل ۱۴ منطقه توسعه "دا لیان"،"چین هوان دائو"،"تیان جین"،"ین تای"،"چین دائو"،"لیان یون گان"، "نان تون"، "مین شین"، "هون چیائو"،"چائو هه تین"، "نین بو"، "فو جو"، "گوانگ جو" و "جان جیان"می‌باشد. اکنون، تعداد این مناطق به ۴۹ رسیده که ۲۷ مورد آن در مناطق ساحلی شرقی و ۲۲ مورد دیگر در مناطق مرکزی و غربی چین است. علاوه براین، شورای دولتی چین همچنین اجازه داده‌است که در شهرک صنعتی "سو جو"، منطقه تهیه فراورده‌های صادراتی "جین چیائو"، منطقه توسعه فنون اقتصادی "داشه" "نین بو"، منطقه سرمایه‌گذاری "های چان" "شیا من" و منطقه توسعه "یانگ پو" "های نان" و غیره سیاست‌های یکسانی با منطقه توسعه فنون اقتصادی اجرا شود.
مناطق توسعه فنون اقتصادی بخشی مهم از مناطق درهای باز چین محسوب
می‌شود، این مناطق اغلب در مراکز استان‌ها و شهرها و مناطق خودمختار واقع است که در شهرهای ساحلی دریا و شهرهای باز دیگر در نواحی کوچکی تعیین شده و به‌طور متمرکز تأسیسات کامل زیربنایی در آن ساخته شده و محیط سرمایه‌گذاری با استاندارد بین‌المللی در آن فراهم شده و از طریق جلب و استفاده از سرمایه خارجی ساختار صنایع مدرن با محور صنایع با فنون عالی و جدید شکل گرفته و به مناطق مهم شهری و مناطق پیرامون در زمینه اقتصاد و تجارت خارجی مبدل شده‌است.

## مناطق فنون عالی و جدید در سطح کشور
اکنون چین بیش از ۵۰ منطقه توسعه صنعتی با فنون عالی و جدید در سطح کشور ایجاد کرده و بیش از ۶۰۰ مورد از نتایج تحقیقات علمی در سطح استان و وزارت به عنوان طرح‌های صنعتی اجرا شده‌است. میانگین رشد سالانه شاخص عمده اقتصادی مناطق توسعه صنایع با فنون عالی و جدید چین در ۱۰ سال اخیر، ۶۰ در صد بوده و به نیروی محرکه مهمی برای رشد اقتصاد ملی چین مبدل شده‌است.
شهرک علمی و فنی "جون گوان چون" بیجینگ و مناطق توسعه صنایع با فنون عالی و جدید در "تیان جین"، شانگهای، استان‌های "هه لون جیان"، "جیان سو"، "آن هوی"، شان دون"، "هو به"، "گوانگ دون"، "شن سی"، شهرهای "دا لیان"، "شیا من"، "چین دائو"، "شن جن" به لحاظ توسعه سریع کلی و ساختار مطلوب محیط نرم‌افزاری و سخت افزاری و رشد سریع صادرات فراورده‌های با فنون عالی و جدید به عنوان اولین گروه از پایگاه‌های صادراتی چین تعیین شده‌است. شایان ذکر آنکه دلتای رودخانه "جو جیان" و دلتای رودخانه "یانگ تسه" و مناطق بیجینگ و تیان جین به علت تمرکز پایگاه‌های یاد شده، دارای سهم صادراتی بیش از ۸۰ در صد صادرات کل فراورده‌های با فنون عالی و جدید چین است. در سال ۲۰۰۲، نسبت صادرات فراورده‌های مذکور در حجم کل صادرات تجارت خارجی چین به بیش از ۲۰ در صد رسید و به همین سبب ساختار صادراتی تجارت خارجی چین بیشتر بهبود یافته‌است.

## مناطق معاف از مالیات
مناطق معاف از مالیات همانند مناطق تجارت آزاد بین‌المللی است که شورای دولتی چین آن را تعیین کرده و در آن به امور تجارت بین‌المللی پرداخته شده و برنامه معافیت از مالیات در آن‌ها اجرا می‌شود. در این مناطق به بازرگانان خارجی اجازه داده می‌شود به سرمایه‌گذاری، مدیریت، تجارت بین‌المللی و توسعه امور ذخیره در انبارها، تهیه فراورده‌ها و صادرات با معافیت از مالیات و غیره بپردازند. اکنون در چین جمعاً ۱۵ منطقه مذکور از جمله منطقه معافیت از مالیات «وای گائو چائو» شانگهای وجود دارد که به نقاط مرتبط جدید اقتصاد چین و جهان مبدل شده‌است.

## تجارت خارجی
اوضاع واردات و صادرات
در روند رشد مستمر و سریع اقتصاد چین، تجارت خارجی این کشور نیز به‌طور مداوم توسعه یافته‌است. در فهرست رده‌بندی تجارت جهان، چین از مقام ۳۲ در سال ۱۹۷۸، مقام ۱۵ در سال ۱۹۸۹، مقام ۱۰ در سال ۱۹۹۷ به مقام ۶ در سال ۲۰۰۱ ارتقا یافته‌است. در سال ۲۰۰۱ همچنین حجم کل تجارت واردات و صادرات چین از ۵۰۰ میلیارد دلار تجاوز کرد و به ۵۰۹ میلیارد و ۶۵۰ میلیون دلار رسید و در مقایسه با سال ۱۹۷۸، سال ۱۹۸۹ و سال ۱۹۹۷ به ترتیب ۷/۲۴، ۶/۴، ۵۷/۱ برابر رشد کرد. در سال ۲۰۰۲، حجم کل واردات و صادرات چین به سطح جدید معادل ۶۲۰ میلیارد و ۷۷۰ میلیون دلار و در سال ۲۰۰۳ این رقم به ۸۵۱ میلیارد و ۲۰۰ میلیون دلار رسید که در مقایسه با سال ۲۰۰۲ ۱/۳۷ در صد افزایش نشان می‌دهد. از این میان حجم صادرات به ۴۳۸ میلیارد و ۴۰۰ میلیون دلار رسیده که در مقایسه با سال ۲۰۰۲ ۶/۳۴ در صد افزایش یافته و حجم واردات به ۴۱۲ میلیارد و ۸۰۰ میلیون دلار رسیده که ۹/۳۹ در صد فزونی گرفته‌است. بر این اساس، چین اکنون در مقام چهارم رده‌بندی تجارت جهان قرار دارد.
اکنون چین جمعاً با بیش از ۲۲۰ کشور و منطقه جهان تجارت می‌کند و ژاپن، آمریکا، اتحادیه اروپا، منطقه اداری ویژه هنگ کنگ، اتحادیه کشورهای آسیای جنوب شرقی، کره جنوبی، استان تایوان چین، استرالیا، روسیه و کانادا ۱۰ شریک بزرگ تجاری چین هستند.

## استفاده از سرمایه خارجی
کانال‌ها و شیوه‌های استفاده چین از سرمایه خارجی گوناگون بوده و معمولاً به سه نوع تقسیم می‌شود نوع اول: وام‌های خارجی شامل وام‌های دول خارجی، سازمان‌های بانکی بین‌المللی و بانک‌های بازرگانی خارجی، وام‌های صادراتی، صدور سهام قرضه دولتی به کشورهای خارجی و غیره. نوع دوم: سرمایه‌گذاری مستقیم بازرگانان خارجی شامل موسسات با سرمایه و همکاری چینی و خارجی، موسسات با سرمایه خارجی، پروژه‌های اکتشاف با همکاری و غیره، نوع سوم: سرمایه‌گذاری دیگر بازرگانان خارجی شامل اجاره بین‌المللی، داد و ستد جبران‌کننده، تهیه و مونتاژ و فروش اوراق بهادار شرکتی به کشورهای خارجی و غیره.
از سال ۱۹۹۰ تا سال ۲۰۰۱، چین به‌طور واقعی از ۵۱۰ میلیارد و ۸۰۰ میلیون دلار سرمایه خارجی استفاده کرد که در این میان سرمایه‌گذاری مستقیم بازرگانان خارجی به ۳۷۸ میلیارد دلار رسید. در سال ۲۰۰۲، چین به‌طور واقعی از ۵۵ میلیارد دلار سرمایه خارجی شامل ۵۲ میلیارد و ۷۰۰ میلیون دلار سرمایه مستقیم بازرگانان خارجی استفاده کرد و برای اولین بار به نخستین کشور جذب‌کننده بیشترین سرمایه خارجی در جهان مبدل شده‌است. در سال ۲۰۰۳، سرمایه‌گذاری مستقیم بازرگانان خارجی در چین دامنه بزرگ را حفظ کرد و در همین سال، ۴۱ هزار و ۸۱ مؤسسه از موسسات با سرمایه‌گذاری مستقیم بازرگانان خارجی تأسیس شد که در مقایسه با سال ۲۰۰۲، ۲/۲۰ در صد فزونی نشان می‌دهد. همچنین ارزش قراردادها به ۱۱۵ میلیارد و ۱۰۰ میلیون دلار و سرمایه مورد استفاده واقعی به ۵۳ میلیارد و ۵۰۰ میلیون دلار رسید که در مقایسه با سال ۲۰۰۲ به ترتیب ۳۹ در صد و ۴/۱ در صد فزونی گرفته‌است.

## شرکت‌های چند ملیتی عمده در چین

### فولکس واگن
شرکت با مسئولیت محدود سرمایه‌گذاری خودروسازی فواکس واگن چین گروه فولکس واگن آلمان در حدود ۲۰ سال گذشته، در شهرهای شانگهای و «چانگ چون» چین دو کارخانه خودروسازی و برخی موسسات ساخت قطعات یدکی با سرمایه چین و آلمان تأسیس و بیش از ۱۰۰ شعبه عرضه قطعات در چین ایجاد کرده‌است.
شرکت فولکس واگن شانگهای با بیش از ۱۸ میلیارد و ۹۰۰ میلیون یوان سرمایه‌گذاری اکنون ۵ سلسله خودروهای سانتانا، سانتانا ۲۰۰۰، پاسات، پولو و گل با بیش از ده‌ها مدل خودرو تولید می‌کند. شرکت فولکس واگن خودروسازی اول چین با بیش از ۱۱ میلیارد و ۱۰۰ میلیون یوان دو مارک آئودی و فولکس واگن و ۵ خودرو آئودی – ای ۶، ای ۴، بورا، جتا و گلف را تولید می‌کند. این شرکت با اتکا به تولید مستمر مدل‌های جدید و خدمات کامل، به بزرگ‌ترین شرکت خودروسازی با سرمایه مشترک چین و کشور خارجی در چین مبدل شده و متقاضیان زیادی در چین دارد.
اکنون چین به دومین بازار بزرگ گروه خودروسازی فولکس واگن تبدیل شده‌است. از سال جاری میلادی تا ۴ سال آینده، گروه فولکس واگن همچنان بیش از ۵ میلیارد یورو در بازار چین سرمایه‌گذاری خواهد کرد.

### بوئینگ
تاریخ همکاری دوستانه بوئینگ و چین از سال ۱۹۷۲ آغاز شده‌است. بوئینگ در چین به‌طور گسترده به آموزش و تربیت در زمینه‌های پرواز، حفاظت و مدیریت پرداخته و پرواز هواپیماهای بوئینگ را تضمین کرده‌است. در ضمن این گروه در داخل چین سیستم‌های خدمات نمایندگی در فرودگاه‌ها، خدمات پشتیبانی، و حمایت فناوری تأسیس و در ارتقای سطح مدیریت ترابری هوایی و امنیت هوایی چین به این کشور کمک کرده‌است.
علاوه بر این، بوئینگ در صنایع تولید هواپیمای چین به همکاری گسترده پرداخته و با تأسیس موسسات جدید با سرمایه مشترک امور تولید مواد، اصلاح و تعمیر هواپیما و عرضه قطعات یدکی و تجهیزات را دایر کرده‌است.

### نوکیا
از دهه ۵۰م قرن بیستم، شرکت نوکیا روابط تجاری خود را با چین برقرار کرد. سال ۱۹۸۵، اولین نمایندگی نوکیا در شهر پکن تأسیس شد و مرحله اول توسعه این شرکت در چین آغاز گردید. در اواسط دهه ۹۰ قرن بیستم، نوکیا با تأسیس موسسات با سرمایه مشترک، به تولید فراورده‌ها در چین روی آورد و به تدریج چین را به عنوان پایگاه مهم خود در سراسر جهان توسعه داد. در قرن ۲۱، نوکیا با تقویت همکاری نزدیک با چین در زمینه جدیدترین فناوری اطلاع‌رسانی، به‌طور عمیق در توسعه صنایع اطلاع‌رسانی چین شرکت کرده و برای تبدیل کردن چین به پایگاه نیروهای مستعد خود در سراسر جهان تلاش کرده‌است.

## سامانه بانکی و مالی

### سیستم بانکداری
بانک‌ها و مدیریت بانکی
سیستم بانکداری چین نظامی متشکل از کنترل و تعدیل بانک مرکزی و با محورهای بانک کشوری و تقسیم کار بانکی، همکاری‌های ارگان‌های بانکداری، باک سیاست‌گذاری و بازرگانی و ارتباط متقابل مکمل است.
بانک خلق چین عهده‌دار مسئولیت‌های بانک مرکزی بوده و صنایع بانکداری سراسر چین را مورد کنترل و تعدیل قرار داده و بر آن‌ها نظارت می‌کند. بانک صنایع و بازرگانی، بانک چین، بانک کشاورزی و بانک سازندگی چین چهار بانک بازرگانی دولتی چین است. علاوه بر این، سه بانک سیاست‌گذاری بانک توسعه کشاورزی چین، بانک توسعه کشور و بانک واردات و صادرات در این کشور وجود دارد. در سال ۱۹۹۵، چین با صدور «قانون بانک‌های بازرگانی» برای ایجاد سیستم و تشکیلات بانکی بازرگانی شرایط مناسبی فراهم کرده و برای تبدیل بانک‌های تخصصی کشور به بانک‌های بازرگانی دولتی بنیان قانونی ایجاد کرد. از سال ۱۹۹۶ به این طرف، سیستم تشکیلاتی صنایع بانکداری تدریجاً تکمیل یافته و بانک‌های بازرگانی با سرمایه دولتی به موسسات بانکداری مدرن با مدیریت مالی تبدیل شده و بیش از ۱۲۰ بانک بازرگانی سهامی کوچک و متوسط تأسیس و تشکیل شده‌است. همچنین ارگان‌های بانکداری مربوط نظام اوراق بهادار و بیمه را استاندارد کرده و آن را توسعه بخشیده‌است.
کمیته نظارت و مدیریت صنایع بانکداری چین ارگان نظارتی و مدیریتی بانک‌های چین است. از ۲۸ آوریل سال ۲۰۰۳، این ارگان رسماً وظایف خود را رسماً اجرا کرده‌است. این ارگان مقررات، نظام و شیوه‌های مربوط به نظارت و مدیریت ارگان‌های بانکداری صنایع بانکی را تنظیم و به‌طور مستقیم و غیر مستقیم بر ارگان‌های مذکور نظارت و بر آن‌ها مدیریت می‌کند و طبق قوانین اقدامات مغایر با قوانین و مقررات را پیگیری و به آن‌ها رسیدگی می‌کند.

### سهام بهادار و نظارت و مدیریت بر آن
در سال‌های ۱۹۹۰ و ۱۹۹۱، چین در شهرهای شانگهای و «شن جن» بورس سهام تأسیس کرد. در بیش از یک دهه گذشته، بازار سهام چین بزرگتر و منظم تر شده‌است. در حالی که بسیاری کشورهای برای انجام این تغییر بیش از یکصد سال زمان صرف کرده‌اند. امروز، بازار سهام چین دارای ۴۰۰۰ میلیارد یوان سرمایه و بیش از ۱۲۰۰ شرکت سهامی دربازار اوراق بهادار و ۷۰ میلیون سرمایه‌گذار است.
سال ۱۹۹۸، کمیته نظارت و مدیریت سهام بهادار چین تأسیس شد، این کمیته به عنوان ارگان عمده مدیریت بازار پیش فروش اوراق بهادار چین سیستم واحد نظارت و مدیریت پیش فروش اوراق بهادر را تأسیس کرده و طبق مقررات، ارگان‌های نظارت و مدیریت پیش فروش اوراق بهادر را مورد مدیریت قرار می‌دهد. این کمیته همچنین ضمن تشدید نظارت و مدیریت صنعت پیش فروش اوراق بهادار و تقویت نظارت و مدیریت بورس پیش فروش اوراق بهادار، شرکت‌های وارد شده به بورس، ارگان‌های پیش فروش این سهام، شرکت‌های مدیریت صندوق سرمایه‌گذاری، ارگان‌های اطلاعات سرمایه‌گذاری در پیش فروش سهام بهادار و ارگان‌های دیگر مربوط به امور واسطه گری پیش فروش سهام بهادار و کیفیت اطلاع‌رسانی را ارتقا می‌دهد. بازار سهام بهادار برای مردم چین یکی از کانال‌های مهم سرمایه‌گذاری محسوب می‌شود. بورس شانگهای و «شن جن» دو بورس عمده در بازار خرید و فروش سهام بهادار چین است که در سراسر کشور سیستم شبکه‌ای محاسبه خرید و فروش سهام بهادر دارد. این دو بورس داد و ستد بدون اوراق را تحقق بخشیده و وسایل فنی آن به سطح پیشرفته جهان رسیده‌است. تا پایان سال ۲۰۰۳، شمار شرکت‌های سهامی در بازار اوراق بهادار از ۱۲۲۴ در پایان سال ۲۰۰۲ به ۱۲۸۷ افزایش یافته و ارزش کل بازاری آن به ۴۲۵۷ میلیارد و ۸۰۰ میلیون یوان رسید که در مقایسه با پایان سال ۲۰۰۲، ۱۱ در صد فزونی گرفته‌است.

## تولید ناخالص داخلی
رشد تولید ناخالص داخلی چین در سال ۲۰۰۶، ۱۱٫۴ درصد برآورد شده‌است.

## شاخص‌های اقتصاد کلان
| سال  | تولید ناخالص داخلی میلیارد دلار (برابری قدرت خرید) | سرانه تولید ناخالص داخلی میلیارد دلار (برابری قدرت خرید) | تولید ناخالص داخلی میلیارد دلار (اسمی) | سرانه تولید ناخالص داخلی دلار (اسمی) | رشد تولید ناخالص داخلی (واقعی) | نرخ تورم (درصد) | بیکاری (درصد) | بدهی دولت (درصد از تولید ناخالص داخلی) |
| ---- | -------------------------------------------------- | -------------------------------------------------------- | -------------------------------------- | ------------------------------------ | ------------------------------ | --------------- | ------------- | -------------------------------------- |
| ۱۹۸۰ | ۳۰۲٫۸                                              | ۳۰۶٫۷                                                    | ۳۰۳٫۰                                  | ۳۰۷٫۰                                | ۷٫۹٪                           | —               | ۴٫۹٪          | —                                      |
| ۱۹۸۱ | ۳۴۸٫۳                                              | ۳۴۸٫۱                                                    | ۲۸۸٫۷                                  | ۲۸۸٫۵                                | ۵٫۱٪                           | ۲٫۵٪            | ۳٫۸٪          | —                                      |
| ۱۹۸۲ | ۴۰۳٫۱                                              | ۳۹۶٫۶                                                    | ۲۸۴٫۶                                  | ۲۸۰٫۰                                | ۹٫۰٪                           | ۲٫۰٪            | ۳٫۲٪          | —                                      |
| ۱۹۸۳ | ۴۶۴٫۱                                              | ۴۵۰٫۶                                                    | ۳۰۵٫۴                                  | ۲۹۶٫۵                                | ۱۰٫۸٪                          | ۲٫۰٪            | ۲٫۳٪          | —                                      |
| ۱۹۸۴ | ۵۵۴٫۰                                              | ۵۳۰٫۹                                                    | ۳۱۴٫۲                                  | ۳۰۱٫۱                                | ۱۵٫۲٪                          | ۲٫۷٪            | ۱٫۹٪          | —                                      |
| ۱۹۸۵ | ۶۴۸٫۷                                              | ۶۱۲٫۸                                                    | ۳۱۰٫۱                                  | ۲۹۳٫۰                                | ۱۳٫۵٪                          | ۹٫۳٪            | ۱٫۸٪          | —                                      |
| ۱۹۸۶ | ۷۱۸٫۶                                              | ۶۶۸٫۴                                                    | ۳۰۰٫۹                                  | ۲۷۹٫۹                                | ۸٫۶٪                           | ۶٫۵٪            | ۲٫۰٪          | —                                      |
| ۱۹۸۷ | ۸۲۲٫۵                                              | ۷۵۲٫۶                                                    | ۳۲۷٫۷                                  | ۲۹۹٫۸                                | ۱۱٫۷٪                          | ۷٫۳٪            | ۲٫۰٪          | —                                      |
| ۱۹۸۸ | ۹۴۶٫۹                                              | ۸۵۲٫۹                                                    | ۴۰۸٫۷                                  | ۳۶۸٫۱                                | ۱۱٫۲٪                          | ۱۸٫۸٪           | ۲٫۰٪          | —                                      |
| ۱۹۸۹ | ۱٬۰۲۵٫۴                                            | ۹۰۹٫۸                                                    | ۴۵۸٫۲                                  | ۴۰۶٫۵                                | ۴٫۲٪                           | ۱۸٫۰٪           | ۲٫۶٪          | —                                      |
| ۱۹۹۰ | ۱٬۱۰۵٫۱                                            | ۹۶۶٫۶                                                    | ۳۹۶٫۶                                  | ۳۴۶٫۹                                | ۳٫۹٪                           | ۳٫۱٪            | ۲٫۵٪          | —                                      |
| ۱۹۹۱ | ۱٬۲۴۸٫۷                                            | ۱٬۰۷۸٫۱                                                  | ۴۱۳٫۲                                  | ۳۵۶٫۸                                | ۹٫۳٪                           | ۳٫۴٪            | ۲٫۳٪          | —                                      |
| ۱۹۹۲ | ۱٬۴۵۹٫۶                                            | ۱٬۲۴۵٫۷                                                  | ۴۹۲٫۱                                  | ۴۲۰٫۰                                | ۱۴٫۳٪                          | ۶٫۴٪            | ۲٫۳٪          | —                                      |
| ۱۹۹۳ | ۱٬۷۰۱٫۵                                            | ۱٬۴۳۵٫۷                                                  | ۶۱۷٫۴                                  | ۵۲۱٫۰                                | ۱۳٫۹٪                          | ۱۴٫۷٪           | ۲٫۶٪          | —                                      |
| ۱۹۹۴ | ۱٬۹۶۴٫۳                                            | ۱٬۶۳۹٫۰                                                  | ۵۶۱٫۷                                  | ۴۶۸٫۷                                | ۱۳٫۰٪                          | ۲۴٫۱٪           | ۲٫۸٪          | —                                      |
| ۱۹۹۵ | ۲٬۲۲۵٫۵                                            | ۱٬۸۳۷٫۴                                                  | ۷۳۱٫۰                                  | ۶۰۳٫۵                                | ۱۱٫۰٪                          | ۱۷٫۱٪           | ۲٫۹٪          | ۲۱٫۶٪                                  |
| ۱۹۹۶ | ۲٬۴۹۱٫۰                                            | ۲٬۰۳۵٫۳                                                  | ۸۶۰٫۵                                  | ۷۰۳٫۱                                | ۹٫۹٪                           | ۸٫۳٪            | ۳٫۰٪          | ۲۱٫۴٪                                  |
| ۱۹۹۷ | ۲٬۷۶۸٫۳                                            | ۲٬۲۳۹٫۳                                                  | ۹۵۸٫۰                                  | ۷۷۴٫۹                                | ۹٫۲٪                           | ۲٫۸٪            | ۳٫۱٪          | ۲۰٫۶٪                                  |
| ۱۹۹۸ | ۳٬۰۱۹٫۴                                            | ۲٬۴۲۰٫۱                                                  | ۱٬۰۲۴٫۲                                | ۸۲۰٫۹                                | ۷٫۹٪                           | -۰٫۸٪           | ۳٫۱٪          | ۲۰٫۷٪                                  |
| ۱۹۹۹ | ۳٬۲۹۷٫۱                                            | ۲٬۶۲۱٫۲                                                  | ۱٬۰۸۸٫۳                                | ۸۶۵٫۲                                | ۷٫۷٪                           | -۱٫۴٪           | ۳٫۱٪          | ۲۱٫۹٪                                  |
| ۲۰۰۰ | ۳٬۶۵۷٫۵                                            | ۲٬۸۸۵٫۷                                                  | ۱٬۲۰۵٫۵                                | ۹۵۱٫۲                                | ۸٫۵٪                           | ۰٫۴٪            | ۳٫۱٪          | ۲۳٫۰٪                                  |
| ۲۰۰۱ | ۴٬۰۵۱٫۰                                            | ۳٬۱۷۴٫۱                                                  | ۱٬۳۳۳٫۶                                | ۱٬۰۴۵٫۰                              | ۸٫۳٪                           | ۰٫۷٪            | ۳٫۶٪          | ۲۴٫۶٪                                  |
| ۲۰۰۲ | ۴٬۴۸۹٫۱                                            | ۳٬۴۹۴٫۷                                                  | ۱٬۴۶۵٫۸                                | ۱٬۱۴۱٫۱                              | ۹٫۱٪                           | -۰٫۸٪           | ۴٫۰٪          | ۲۵٫۹٪                                  |
| ۲۰۰۳ | ۵٬۰۳۶٫۵                                            | ۳٬۸۹۷٫۴                                                  | ۱٬۶۵۷٫۰                                | ۱٬۲۸۲٫۲                              | ۱۰٫۰٪                          | ۱٫۲٪            | ۴٫۳٪          | ۲۶٫۸٪                                  |
| ۲۰۰۴ | ۵٬۶۹۴٫۷                                            | ۴٬۳۸۱٫۰                                                  | ۱٬۹۴۹٫۴                                | ۱٬۴۹۹٫۷                              | ۱۰٫۱٪                          | ۳٫۹٪            | ۴٫۲٪          | ۲۶٫۴٪                                  |
| ۲۰۰۵ | ۶٬۵۴۲٫۳                                            | ۵٬۰۰۳٫۴                                                  | ۲٬۲۹۰٫۰                                | ۱٬۷۵۱٫۴                              | ۱۱٫۴٪                          | ۱٫۸٪            | ۴٫۲٪          | ۲۶٫۳٪                                  |
| ۲۰۰۶ | ۷٬۶۰۱٫۳                                            | ۵٬۷۸۲٫۸                                                  | ۲٬۷۵۴٫۱                                | ۲٬۰۹۵٫۲                              | ۱۲٫۷٪                          | ۱٫۵٪            | ۴٫۱٪          | ۲۵٫۶٪                                  |
| ۲۰۰۷ | ۸٬۹۱۸٫۹                                            | ۶٬۷۵۰٫۲                                                  | ۳٬۵۵۵٫۷                                | ۲٬۶۹۱٫۰                              | ۱۴٫۲٪                          | ۴٫۸٪            | ۴٫۰٪          | ۲۹٫۲٪                                  |
| ۲۰۰۸ | ۹٬۹۶۱٫۹                                            | ۷٬۵۰۱٫۳                                                  | ۴٬۵۷۷٫۳                                | ۳٬۴۴۶٫۷                              | ۹٫۶٪                           | ۵٫۹٪            | ۴٫۲٪          | ۲۷٫۲٪                                  |
| ۲۰۰۹ | ۱۰٬۹۷۲٫۸                                           | ۸٬۲۲۲٫۴                                                  | ۵٬۰۸۹٫۰                                | ۳٬۸۱۳٫۴                              | ۹٫۴٪                           | -۰٫۷٪           | ۴٫۳٪          | ۳۴٫۶٪                                  |
| ۲۰۱۰ | ۱۲٬۲۸۳٫۰                                           | ۹٬۱۶۰٫۲                                                  | ۶٬۰۳۳٫۸                                | ۴٬۴۹۹٫۸                              | ۱۰٫۶٪                          | ۳٫۳٪            | ۴٫۱٪          | ۳۳٫۹٪                                  |
| ۲۰۱۱ | ۱۳٬۷۳۵٫۷                                           | ۱۰٬۱۸۰٫۹                                                 | ۷٬۴۹۲٫۲                                | ۵٬۵۵۳٫۲                              | ۹٫۶٪                           | ۵٫۴٪            | ۴٫۱٪          | ۳۳٫۸٪                                  |
| ۲۰۱۲ | ۱۵٬۱۳۷٫۵                                           | ۱۱٬۱۳۶٫۹                                                 | ۸٬۵۳۹٫۶                                | ۶٬۲۸۲٫۷                              | ۷٫۸٪                           | ۲٫۶٪            | ۴٫۱٪          | ۳۴٫۴٪                                  |
| ۲۰۱۳ | ۱۶٬۲۷۷٫۴                                           | ۱۱٬۹۰۵٫۱                                                 | ۹٬۶۲۴٫۹                                | ۷٬۰۳۹٫۶                              | ۷٫۸٪                           | ۲٫۶٪            | ۴٫۱٪          | ۳۷٫۰٪                                  |
| ۲۰۱۴ | ۱۷٬۲۰۰٫۷                                           | ۱۲٬۴۹۶٫۳                                                 | ۱۰٬۵۲۴٫۲                               | ۷٬۶۴۵٫۹                              | ۷٫۴٪                           | ۲٫۰٪            | ۴٫۱٪          | ۴۰٫۰٪                                  |
| ۲۰۱۵ | ۱۷٬۸۸۰٫۳                                           | ۱۲٬۹۲۶٫۲                                                 | ۱۱٬۱۱۳٫۵                               | ۸٬۰۳۴٫۳                              | ۷٫۰٪                           | ۱٫۴٪            | ۴٫۱٪          | ۴۱٫۵٪                                  |
| ۲۰۱۶ | ۱۸٬۷۰۱٫۷                                           | ۱۳٬۴۳۲٫۰                                                 | ۱۱٬۲۲۶٫۹                               | ۸٬۰۶۳٫۴                              | ۶٫۹٪                           | ۲٫۰٪            | ۴٫۰٪          | ۴۸٫۲٪                                  |
| ۲۰۱۷ | ۱۹٬۸۱۴٫۱                                           | ۱۴٬۱۵۱٫۸                                                 | ۱۲٬۲۶۵٫۳                               | ۸٬۷۶۰٫۳                              | ۶٫۹٪                           | ۱٫۶٪            | ۳٫۹٪          | ۵۱٫۷٪                                  |
| ۲۰۱۸ | ۲۱٬۶۵۷٫۰                                           | ۱۵٬۴۰۹٫۷                                                 | ۱۳٬۸۴۱٫۸                               | ۹٬۸۴۸٫۹                              | ۶٫۸٪                           | ۲٫۱٪            | ۳٫۸٪          | ۵۳٫۸٪                                  |
| ۲۰۱۹ | ۲۳٬۳۵۶٫۲                                           | ۱۶٬۵۶۳٫۸                                                 | ۱۴٬۳۴۰٫۶                               | ۱۰٬۱۷۰٫۱                             | ۶٫۰٪                           | ۲٫۹٪            | ۳٫۶٪          | ۵۷٫۲٪                                  |
| ۲۰۲۰ | ۲۴٬۱۶۸٫۰                                           | ۱۷٬۱۱۴٫۷                                                 | ۱۴٬۸۶۲٫۶                               | ۱۰٬۵۲۵٫۰                             | ۲٫۲٪                           | ۲٫۴٪            | ۴٫۲٪          | ۶۸٫۱٪                                  |
| ۲۰۲۱ | ۲۷٬۲۰۶٫۱                                           | ۱۹٬۲۵۹٫۶                                                 | ۱۷٬۷۴۴٫۶                               | ۱۲٬۵۶۱٫۷                             | ۸٫۱٪                           | ۰٫۹٪            | ۴٫۰٪          | ۷۱٫۵٪                                  |
| ۲۰۲۲ | ۳۰٬۰۷۴٫۴                                           | ۲۱٬۲۹۰٫۹                                                 | ۱۸٬۳۲۱٫۲                               | ۱۲٬۹۷۰٫۳                             | ۳٫۲٪                           | ۲٫۲٪            | ۴٫۲٪          | ۷۶٫۹٪                                  |
| ۲۰۲۳ | ۳۲٬۵۲۹٫۲                                           | ۲۳٬۰۳۸٫۳                                                 | ۱۹٬۲۴۴٫۰                               | ۱۳٬۶۲۹٫۳                             | ۴٫۴٪                           | ۲٫۲٪            | ۴٫۱٪          | ۸۴٫۱٪                                  |
| ۲۰۲۴ | ۳۴٬۷۰۵٫۷                                           | ۲۴٬۵۹۹٫۳                                                 | ۲۰٬۶۹۹٫۱                               | ۱۴٬۶۷۱٫۵                             | ۴٫۵٪                           | ۱٫۹٪            | ۳٫۹٪          | ۸۹٫۸٪                                  |
| ۲۰۲۵ | ۳۶٬۹۸۸٫۵                                           | ۲۶٬۲۴۸٫۰                                                 | ۲۲٬۴۰۴٫۰                               | ۱۵٬۸۹۸٫۵                             | ۴٫۶٪                           | ۲٫۰٪            | ۳٫۸٪          | ۹۴٫۸٪                                  |
| ۲۰۲۶ | ۳۹٬۴۲۷٫۳                                           | ۲۸٬۰۲۲٫۱                                                 | ۲۴٬۲۹۵٫۴                               | ۱۷٬۲۶۷٫۴                             | ۴٫۶٪                           | ۲٫۰٪            | ۳٫۷٪          | ۹۹٫۲٪                                  |
| ۲۰۲۷ | ۴۲٬۰۵۰٫۲                                           | ۲۹٬۹۴۳٫۸                                                 | ۲۶٬۴۳۷٫۷                               | ۱۸٬۸۲۶٫۲                             | ۴٫۶٪                           | ۲٫۰٪            | ۳٫۶٪          | ۱۰۲٫۸٪                                 |